# خوان فرانسيسكو إسترادا
خوان فرانسيسكو إسترادا (بالإسبانية: Juan Francisco Estrada)‏ مواليد 14 أبريل 1990 في ولاية سونورا، المكسيك، هو ملاكم محترف مكسيكي يصنف ضمن فئة وزن الذبابة. حقق بطولة رابطة الملاكمة العالمية وبطولة منظمة الملاكمة العالمية.

## المسيرة الاحترافية
من نزالاته:
- انتصر على هيرنان ماركيز بالضربة الفنية القاضية (26-09-2015).
- انتصر على جيوفاني سيغورا بالضربة الفنية القاضية (06-09-2014).
- انتصر على ريتشي ميبرانوم بالضربة الفنية القاضية (26-04-2014).
- انتصر على ميلان ميليندو (27-07-2013).
- خسر أمام رومان غونزاليس (17-11-2012).

## إحصائيات
خاض خلال مسيرته 36 نزالا، فاز في 34 ولم يتعادل وخسر في 2. فاز بالضربة القاضية في 24 نزالا.

## روابط خارجية
- خوان فرانسيسكو إسترادا على موقع بوكس ريك (الإنجليزية) (registration required)